# Veronica Marchi
Veronica Marchi (Verona, 31 dicembre 1982) è una cantautrice italiana.

## Biografia
Inizia a cantare da bambina, giocando col pianoforte della sorella, e intraprende poi lo studio del pianoforte e della chitarra, diplomandosi in teoria e solfeggio al conservatorio di Riva del Garda. Le prime apparizioni in pubblico risalgono alla fine degli anni '80. Il 1989 la vede protagonista della trasmissione di Rai 2 "Piccoli e grandi fans".
Scrive la sua prima canzone, "Cosa c'è", a 9 anni, con la quale vince il "Microfono D'oro" a Mirandola nel 1992. Proseguono negli anni le partecipazioni a concorsi e manifestazioni, tra le quali Trenta ore per la vita, Telethon, Karaoke di Fiorello, che vince cantando "Io penso positivo" di Jovanotti.
Il 2005 è l'anno del debutto discografico. L'album omonimo è prodotto artisticamente dalla stessa cantautrice in collaborazione con Mauro Magnani ed esce per l'etichetta discografica La Matricula di Luigi Pecere, edizioni Rai Trade. Il disco riceve consensi, ottiene una menzione Targa Tenco sezione Opera Prima (prima ex aequo), Premio Bianca D'Aponte, Premio DemoRai. Dal primo singolo, "Bambina", viene estratto un video diretto da Sebastiano Festa.
In questo periodo apre i concerti di Cristina Donà, Niccolò Fabi, Nada, Antonella Ruggiero, Lara Martelli, Teresa De Sio, Roberto Angelini, Marta Sui Tubi, Laura Bono, Davide Van De Sfroos, Eugenio Finardi.
Nell'estate del 2007 esce in distribuzione digitale "Saldi di primavera", prima del nuovo album in uscita a maggio 2008. Il nuovo disco è anticipato dal singolo "Splendida Coerenza", brano col quale ottiene il primo posto e il premio della critica al Giffoni Music Concept. Il secondo disco di Veronica Marchi esce il 9 maggio 2008, intitolato "L'acqua del mare non si può bere".
Dal 2006 porta avanti un progetto parallelo alla sua carriera solista con la rock band Maryposh. Il disco della band è prodotto da Giusi Passalacqua.
Nel 2009 è direttrice artistica del Circolo Culturale Majakovskij di Verona per la stagione di apertura 2008/2009; apre un blog dove pubblica racconti brevi, blog che il 22 giugno diventa anche una trasmissione radiofonica condotta da lei stessa, intitolata Nerosubianco. Il 16 giugno è una delle ospiti del United Verona Artists al Teatro Romano di Verona. Dal 13 novembre è parte della compagnia teatral/musicale di Natalino Balasso per la serie di spettacoli intitolati Fog theatre, al Teatro Alcione di Verona.
Nel 2010 prosegue la collaborazione in teatro con la compagnia di Natalino Balasso, con dieci repliche dello spettacolo. Nel frattempo si solidifica la collaborazione con il pittore Serafino Rudari, col quale presenta uno spettacolo intitolato Canzoni a colori. Il 23 e 24 giugno viene chiamata da Enrico De Angelis per diventare una delle voci dello spettacolo dedicato a Fabrizio De Andrè “Bocche di rosa – Dieci voci femminili interpretano Spoon River”. Il 7 agosto è a Cracovia come unico artista italiano del Leonard Cohen Event 2010.
Nell'agosto del 2011 entra in studio, con Maddalena Fasoli, Andrea Faccioli e Nelide Bandello, per registrare il terzo album che vede la luce in 20 aprile 2012, e che è intitolato “La guarigione” (Cabezon/Audioglobe).
Nel 2014, grazie a un'operazione di crowdfunding, pubblica attraverso Musicraiser il disco "CoVer", una raccolta di reinterpretazioni di brani celebri portati in concerto negli anni precedenti. Nel 2015 intraprende due tour europei tra Repubblica Ceca e Polonia e partecipa al Festival di Dijon, in Francia.
Nel 2015 co-produce con Fabio Campedelli l'ep di Sole.
Nel 2016 partecipa alla  decima edizione del talent show X Factor giungendo fino agli home visit nella categoria over, capitanata da Manuel Agnelli.

## Discografia

### Album
- 2005 - Veronica Marchi
- 2008 - L'acqua del mare non si può bere
- 2012 - La Guarigione
- 2014 - CoVer
- 2018 - Non sono l’unica

### Singoli
- 2005 - Bambina
- 2006 - Linea 31
- 2007 - Saldi di primavera
- 2008 - Splendida Coerenza
- 2012 - "La passeggiata"
- 2012 - "Così come mi vedi"
- 2016 - “Il tè dei matti”
- 2018 - “Capita”
- 2018 - “Cose che danno fastidio”

### Collaborazioni
- 2004 - Mondo Marcio - Dentro a un sogno
- 2005 - Bikini The Cat - Carefully Line
- 2007 - Simone Lo Porto - Profondo più blu
- 2008 - Marian Trapassi - Luogo Comune
- 2008 - Ruben - Sotto lo stesso cielo (lettera da Kabul) / In luce
- 2009 - Enrico Nascimbeni - Mare che fa rima con mare
- 2011 - Maryposh - La luna insegue il sole
- 2011 - Corrado Nuccini - Tu non dici mai niente (cover di Leo Ferrè / Autoprodotto)

## Videografia
- 2005 - Bambina
- 2008 - Giunco (con i Maryposh)
- 2009 - Controvento (con i Maryposh)
- 2012 - "La passeggiata"
- 2012 - "Così come mi vedi"

## Premi
- 1992 - Microfono d'oro
- 1994 - Karaoke
- 1996 - Una canzone per la vita
- 1997 - Festivalbarino
- 1999 - Voci e voci, omaggio a Mia Martini
- 2003 - Rock targato Italia
- 2005 - Targa Tenco - sez. opera prima - ex aequo
- 2005 - Premio Bianca D'Aponte
- 2005 - Premio Demo Rai
- 2006 - L'artista che non c'era
- 2006 - Songwriters
- 2007 - Premio Canzone d'Autore - Premio della critica
- 2007 - Giffoni Music Concept - primo posto e premio della critica